# 沃林采韋
51°15′29″N 34°1′47″E / 51.25806°N 34.02972°E
沃林采韋（烏克蘭語：Волинцеве）是位於烏克蘭東北部的村莊，由蘇梅州科諾托普區的新斯洛博達市鎮負責管轄。該村處於謝伊姆河右岸，分別距離科茲利夫卡2.5公里和伊萬尼夫卡3公里，海拔高度135米，2001年人口308。